# モントリオール大学
モントリオール大学（英語: University of Montreal、公用語表記: Université de Montréal）は、ケベック州・モントリオール市に本部を置くカナダの州立大学。1878年創立、1878年大学設置。大学の略称はUofM, UdeM。

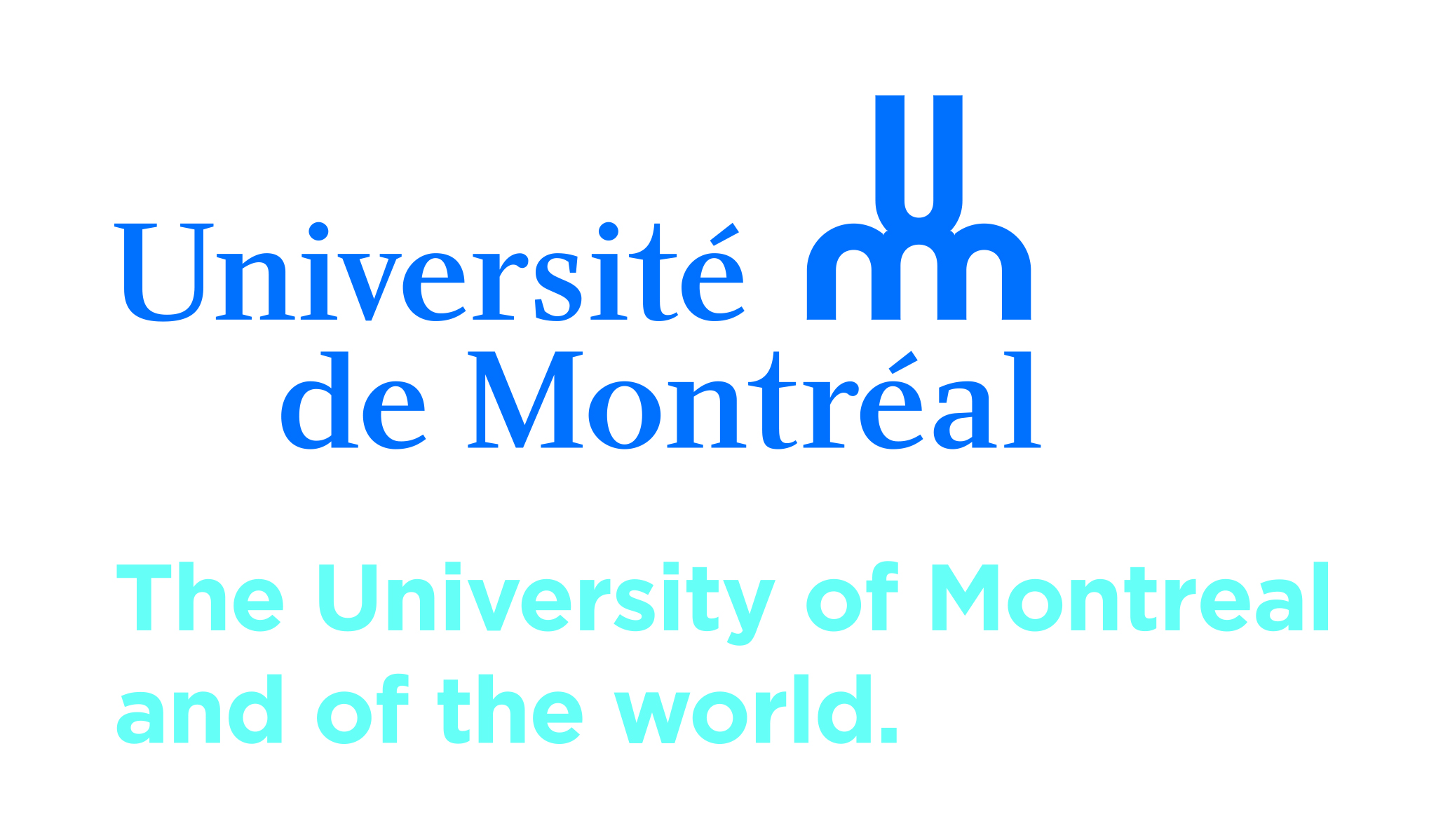

学生数は6万6000人近くいる。仏語の大学としてはフランスのパリ大学についで世界で2番目の規模であると同時に、カナダ全土の総合大学としても上位トップ5に入る名門校である。世界の仏語圏におけるトップ大学として認知されており、政府機関との連携で500以上のプロジェクトを実施している。ノーベル賞生理学・医学賞受賞者であるロジェ・ギルマン、第27代カナダ総督のミカエル・ジャンや第20・22代首相を務めたピエール・トルドー等各界で活躍する著名人が多く卒業生に名を連ねている。附属大学としてモントリオール理工科大学 (Polytechnique: School of Engineering)、モントリオール商科大学 (HEC: School of Business) がある。同大学東アジア研究所には日本語科がある。

## ランキング
モントリオール大学は、THE世界大学ランキングで総合第73位 （カナダ第5位）にランクされている。フランス語の大学としては世界で4番目に位置付けられている。The Global University Employability Rankingでは、世界第36位（カナダ第3位）にランクされた。
- コンピューター科学分野：第31位
- 医学分野：第59位
- 法学分野：第66位
- 工学分野：第69位
- 物理化学分野：第97位
- 生命科学分野：第101-125位
- 社会科学分野：第101-125位
- 経済学分野：第101-125位

QS世界大学ランキングでは、総合第118位、カナダ第4位にランクされた。
- 解剖学分野：第29位
- 統計学分野：第34位
- 薬学分野：第48位
- 獣医学分野：第48位
- 生命科学分野：第51-100位
- 地理学分野：第51-100位
- 介護学分野：第51-100位
- 社会科学分野：第51-100位
- 法学分野：第51-100位
- 物理学分野：第151-200位

## 学部およびスクール
モントリオール大学は、17の学部とスクールで構成されている。
- Faculty of Arts and Science （文学および理学）
- Faculty of Dentistry （歯学）
- Faculty of Education （教育学）
- Faculty of Environmental Design （環境デザイン学）
- Department of Kinesiology （運動学）
- Faculty of Law （法学）
- Faculty of Medicine （医学）
- Faculty of Music （音学）
- School of Optometry （検眼学）
- Faculty of Nursing （看護学）
- School of Public Health （公衆衛生学）
- Faculty of Pharmacy （薬学）
- Faculty of Veterinary Medicine （獣医学）
- Faculty of Continuing Education （継続教育学）
- Faculty of Graduate and Postdoctoral Studies （大学院および博士研究員）
- Polytechnique Montreal （モントリオール理工科大学：工学）
- HEC Montreal （モントリオール商科大学：商学）

## 研究
モントリオール大学は、U15カナダ研究大学連盟の会員校であり、国内で3番目の規模を誇る研究大学としても知られている。

## 世界の主な学生交流協定校
- 日本
  - 京都大学
  - 名古屋大学
  - 北海道大学
  - 九州大学
  - 神戸大学
  - 筑波大学
  - 金沢大学
  - 山形大学
  - 早稲田大学
  - 慶應義塾大学
  - 上智大学
  - 明治大学
  - 同志社大学
  - 創価大学
  - 金沢大学
- アメリカ合衆国
  - スミス大学
  - ワシントン大学
  - テキサス大学オースティン校
  - ハワイ大学マノア校
- カナダ
  - トロント大学
  - ブリティッシュコロンビア大学
  - オタワ大学
  - サイモンフレーザー大学
- イギリス
  - キングス・カレッジ・ロンドン
  - ユニヴァーシティ・カレッジ・ロンドン
- オーストラリア
  - オーストラリア国立大学
  - シドニー大学
  - 西オーストラリア大学
- スイス
  - スイス連邦工科大学ローザンヌ校
  - ジュネーヴ大学
  - ローザンヌ大学
- フランス
  - パリ政治学院
  - 高等師範学校
  - 国立土木学校
  - パリ大学
  - リヨン大学
- 中国
  - 清華大学
  - 香港大学
  - 上海交通大学
  - 復旦大学
- ドイツ
  - ミュンヘン工科大学

## 著名な卒業生
- ドゥニ・アルカン - 映画監督
- ルイーズ・アルブール - 国際連合人権高等弁務官
- ロジェ・ギルマン- 医学者
- ピエール・トルドー - 政治家
- ミカエル・ジャン -第27代カナダ総督
- ロベール・ブラッサ- 政治家
- ジャック・ゴールドスティン - 児童文学作家